# Smash
Smash е третият студиен албум на американската пънк рок група Офспринг. След турнето в подкрепа на предишния си албум, Ignition (1992), Офспринг започват записите на Smash през октомври 1993 г. записват албума в Северен Холивуд, Калифорния. Записването и производството, завършено след два месеца, а албумът е издаден на 8 април 1994 г. в Epitaph Рекърдс. Smash включва елементи на пънк рок и гръндж. В Съединените щати, Smash е продаден над шест милиона копия и е сертифициран 6 пъти платинен от записната асоциация индустрия на Америка (RIAA). Връхна точка номер четири на САЩ Billboard 200, той е продаден най-малко 20 милиона копия по целия свят, което го прави най-продаваният независим лейбъл албум на всички времена.

## Песни
1. Time To Relax 0:25
2. Nitro (Youth Energy) 2:27
3. Bad Habit 3:43
4. Gotta Get Away 3:52
5. Genocide 3:33
6. Something To Believe In 3:17
7. Come Out And Play 3:17
8. Self Esteem 4:17
9. It'll Be A Long Time 2:43
10. Killboy Powerhead (The Didjits кавър) 2:02
11. What Happened To You? 2:12
12. So Alone 1:17
13. Not The One 2:54
14. Smash 10:42

## Офспринг Членове
- Декстър Холанд – Вокалист и ритъм китара
- Нуудълс – Китара
- Грег Кризъл – Бас китара
- Рон Уелти – Барабани